# زهرة العسل الكبيرة

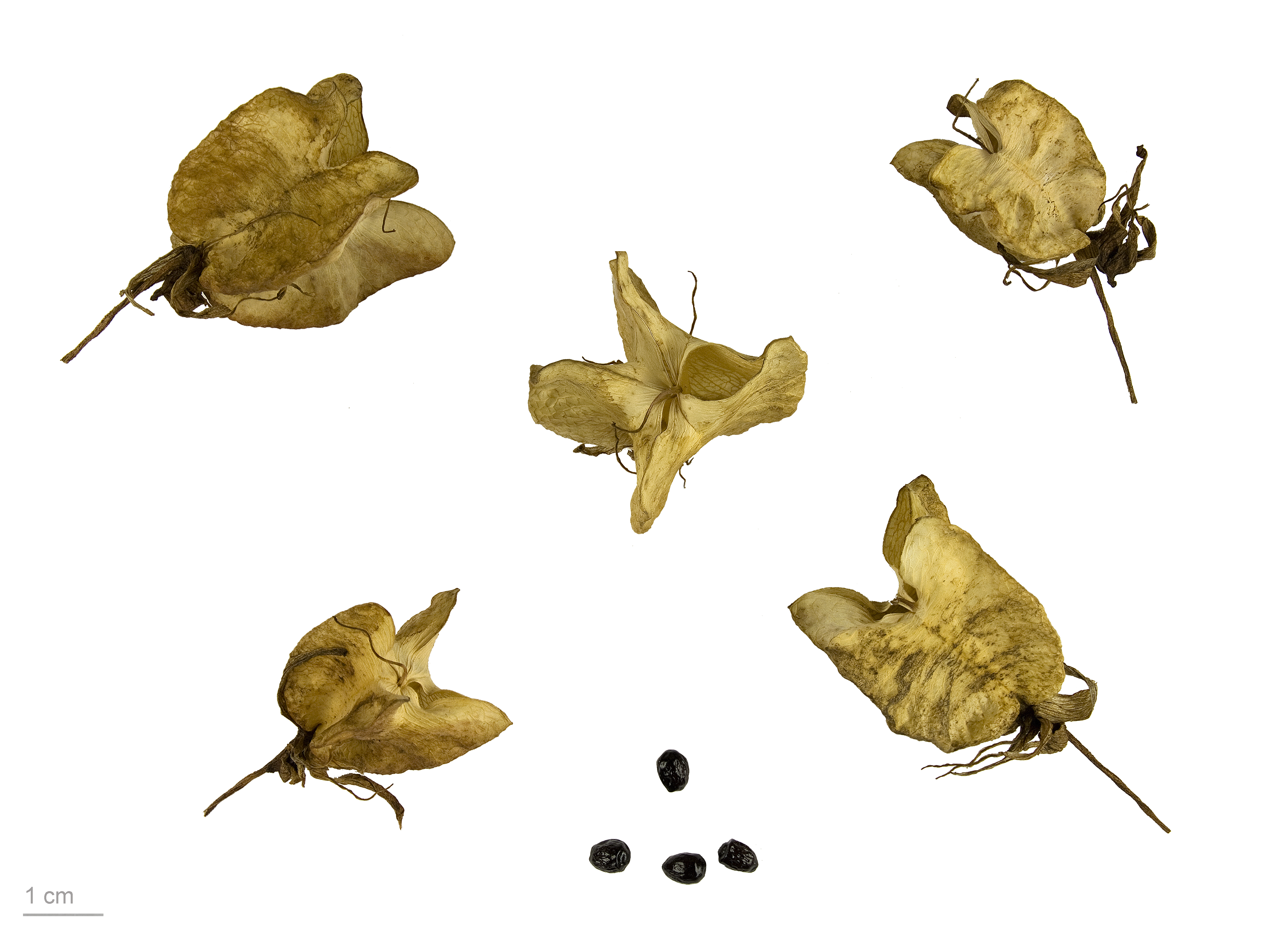
Melianthus major

زهرة العسل الكبيرة (الاسم العلمي: Melianthus major) هو نوع من النباتات يتبع جنس زهرة العسل من فصيلة الزهرية العسل.